# D'Entrecasteaux (avviso)

Il D'Entrecasteaux è stato un avviso della Marine nationale francese appartenente alla classe Bougainville.

Foto presa a Shanghai nella seconda metà del 1937. In secondo piano è ormeggiato l’avviso coloniale francese D'Entrecasteaux, dietro la cannoniera italiana Lepanto, e dietro questa si intravedono i fumaioli della cannoniera Carlotto.

## Storia
Trascorse i suoi anni di servizio in acque coloniali, compresa la Cina e la Cocincina all'epoca francese. Fu affondato dalla nave da battaglia britannica Ramillies durante l'invasione del Madagascar, detta operazione Ironclad, che serviva a negare ai giapponesi i porti dell'isola allora colonia francese. la nave sfuggì a vari siluri e colpi di cannone navale, ma venne infine colpita da una salva da 381mm della Ramillies e si adagiò sul basso fondale con 15 morti tra l'equipaggio.